# Kolchosnoje (Kaliningrad)
Kolchosnoje (russisch Колхозное, deutsch Krauleidszen, 1936–1938 Krauleidschen, 1938–1945 Schöppenfelde) ist ein kleiner Ort in der russischen Oblast Kaliningrad. Er gehört zur kommunalen Selbstverwaltungseinheit Munizipalkreis Osjorsk im Rajon Osjorsk.

## Geographische Lage
Kolchosnoje liegt am Westufer der Angerapp (russisch: Angrapa) nördlich der Rajonstadt Osjorsk (Darkehmen/Angerapp) und ist über die Regionalstraße 27A-025 (ex R508) unweit von Retschkalowo (Abschermeningken/Fuchstal) über eine Stichstraße zu erreichen. Bis 1945 bestand über die Station Spirockeln (1938–1945 Hohenfried, heute nicht mehr existent) eine Bahnanbindung an die Bahnstrecke Insterburg–Lyck.

## Geschichte
Das frühere Krauleidszen gehörte zu den Gemeinden, die 1874 den Amtsbezirk Kieselkehmen (1938–1945 Kieselkeim, heute russisch Konstantinowka) bildeten. Er gehörte bis 1945 zum Landkreis Gumbinnen (Gussew) im Regierungsbezirk Gumbinnen der preußischen Provinz Ostpreußen. Standesamtlich war der Ort der 1910 insgesamt 142 Einwohner (Dorf = 87, Gut = 55), 1933 dann 153 und 1939 noch 136 zählte, mit dem Nachbarort Nemmersdorf (heute russisch Majakowskoje) verbunden. Am 30. September 1928 wurde der Gutsbezirk Krauleidszen in die Landgemeinde Krauleidszen eingegliedert. 
Schulisch war Krauleidszen bis 1945 nach Abschermeningken (1938–1946 Fuchstal, russisch: Retschkalowo) orientiert.
Am 17. September 1936 erhielt Krauleidszen den in der Schreibweise veränderten Namen „Krauleidschen“, wurde aber bereits am 3. Juni 1938 (mit amtlicher Bestätigung vom 16. Juli 1938) in „Schöppenfelde“ umbenannt.
Infolge des Zweiten Weltkrieges kam das Dorf mit der gesamten nordostpreußischen Region zur Sowjetunion. 1950 erhielt es den russischen Namen „Kolchosnoje“ und wurde dem Dorfsowjet Sadowski selski Sowet im Rajon Osjorsk zugeordnet. Von 2008 bis 2014 gehörte Kolchosnoje zur Landgemeinde Krasnojarskoje selskoje posselenije, von 2015 bis 2020 zum Stadtkreis Osjorsk und seither zum Munizipalkreis Osjorsk.

## Kirche
Die bis 1945 mehrheitlich evangelische Bevölkerung von Krauleidszen/Schöppenfelde war in das Kirchspiel der Kirche Nemmersdorf (heute russisch: Majakowskoje) eingepfarrt. Es gehörte zum Kirchenkreis Gumbinnen (Gussew) in der Kirchenprovinz Ostpreußen der Kirche der Altpreußischen Union. Letzter deutscher Geistlicher war Pfarrer Hans Puschke.
Während der Zeit der Sowjetunion war kirchliches Leben untersagt. Erst in den 1990er Jahren bildeten sich in der zwischen russischen Oblast Kaliningrad neue evangelische Gemeinden. Kolchosnoje liegt heute im Bereich der neuentstandenen Kirchenregion Gussew (Gumbinnen) in der Propstei Kaliningrad der Evangelisch-Lutherischen Kirche Europäisches Russland (ELKER), deren Pfarrer die der Salzburger Kirche in Gussew sind.